# IC 464
IC 464 — галактика типу E (еліптична галактика) у сузір'ї Рись.
Цей об'єкт міститься в оригінальній редакції індексного каталогу.